# 新站镇 (桐梓县)
新站镇，是中华人民共和国贵州省遵义市桐梓县下辖的一个乡镇级行政单位。

## 行政区划
新站镇下辖以下地区：
新站街道社区、捷阵村、山坡村、农里村、关仓村、旧城村、高石村、蒙渡村、九龙村和四兴村。